# Ридван Айбарс Дюзей
Ридван Айбарс Дюзей (тур. Rıdvan Aybars Düzey) — турецький актор. Отримав турецьку і світову відомість після того, як виконав роль Шехзаде Ібрагіма у турецькому серіалі «Величне століття. Нова володарка».

## Біографія
Народився 19 листопада 1986 року в Ізмірі, Туреччина. Після закінчення школи вирішив стати актором і вступив до академії Kraft в Стамбулі.
Завершивши навчання, почав грати в театрі, а також спробував свої сили в кінематографі. Першою картиною з його участю став проект «Kahireli Palas». Справжня популярність прийшла до актора лише після того, як він виконав роль Шехзаде Ібрагіма в популярному не тільки в Туреччині, але і за кордоном проекті «Величне століття. Нова володарка».

## Фільмографія
- 2019 — серіал Behzat Ç.: Bir Ankara Polisiyesi - Emre Özer
- 2018 — серіал Çukurdere
- 2018 — Bir Mucize Olsun — Фірат[5][6]
- 2017 — Salur Kazan: Zoraki Kahraman
- 2016-2017 — Величне століття. Імперія Кесем / Muhtesem Yüzyil: Kösem — Шехзаде Ібрагім
- 2013 — серіал Kahireli Palas — Alp